# Пистия
Пи́стия (лат. Pistia) — монотипный род семейства Ароидные (Araceae), включающий единственный вид многолетних травянистых плавающих растений Пи́стия слои́стая, или Пи́стия телорезови́дная, или Пистия плавающая, или Водяно́й лату́к (лат. Pistia stratiotes), у которого имеется множество синонимов:
- Apiospermum obcordatum (Schleid.) Klotzsch
- Limnonesis commutata (Schleid.) Klotzsch
- Limnonesis friedrichsthaliana Klotzsch
- Pistia aegyptiaca Schleid.
- Pistia aethiopica Fenzl ex Klotzsch
- Pistia africana C.Presl
- Pistia amazonica C.Presl
- Pistia brasiliensis Klotzsch
- Pistia commutata Schleid.
- Pistia crispata Blume
- Pistia cumingii Klotzsch
- Pistia gardneri Klotzsch
- Pistia horkeliana Miq.
- Pistia leprieuri Blume
- Pistia linguiformis Blume
- Pistia minor Blume
- Pistia natalensis Klotzsch
- Pistia obcordata Schleid.
- Pistia occidentalis Blume
- Pistia schleideniana Klotzsch
- Pistia spathulata Michx.
- Pistia texensis Klotzsch
- Pistia turpini Blume
- Pistia turpinii K.Koch
- Pistia weigeltiana C.Presl
- Zala asiatica Lour.

## Ботаническое описание
Мелкие, вечнозелёные, свободно плавающие травы с раскидистыми корнями.
Корни многочисленные, перистые, плавающие.
Стебель укороченный.
Листья образуют розетку, плавающую на поверхности воды, имеют межклетные пространства, заполненные воздухом, серо-зелёные, сидячие, тупоклиновидные, с наибольшей шириной на конце и несколько суженные к основанию, с закруглённым передним краем, 15—25 см длиной, 8—10 см шириной. Почти параллельные боковые жилки сверху вдавлены, отчего лист кажется гофрированным, но на нижней поверхности выступают в виде рёбер, мощных в основании листа и сходящихся на нет к его концу. Строение листа придаёт ему устойчивость на воде. Листья покрыты короткими сероватыми волосками, защищающими их от намокания, выполняя роль водоотталкивающей ткани.
Соцветие редуцированное. Покрывало не более 2 см длиной, зеленоватое, волосистое, с маленьким початком, чуть больше 1 см длиной. Наверху початка веночек из 2—8 мужских цветков со сросшимися в синандрии тычинками, каждый из них с двумя тычинками, ниже расположен единственный женский цветок с многочисленными семязачатками. Растение самоопыляемое, после раскрытия пыльников пыльца падает непосредственно на рыльце. Несмотря на полное отсутствие перекрёстного опыления, пистия обильно плодоносит, развивает полноценные семена и успешно размножается семенным путём.
Значительно быстрее, чем семенным путём, пистия размножается за счёт столонов, развивающихся в пазухах низовых листьев.
|                                  |  |
| Слева направо: общий вид, цветки |  |

## Распространение
Произрастает в проточных водоёмах в тропиках восточного и западного полушарий. Встречается в Африке (Египет, Чад, Эфиопия, Сомали, Судан, Кения, Танзания, Уганда, Бурунди, Камерун, Центральная Африканская Республика, Республика Конго, Экваториальная Гвинея, Габон, Руанда, Заир, Бенин, Буркина-Фасо, Кот-д'Ивуар, Гамбия, Гана, Гвинея, Гвинея-Бисау, Либерия, Мали, Мавритания, Нигер, Нигерия, Сенегал, Сьерра-Леоне, Того, Ангола, Малави, Мозамбик, Замбия, Зимбабве, Ботсвана, Лесото, Намибия, ЮАР — на территории всех бывших провинций: Капской, Фри-Стейт, Натала и Трансвааля), на западе Индийского океана (Мадагаскар, Коморские острова, Маврикий), в Азии (Афганистан, Китай, Тайвань, Бангладеш, Индия, Непал, Пакистан, Шри-Ланка, Камбоджа, Лаос, Мьянма, Таиланд, Вьетнам, Малайзия, Бруней, Индонезия, Папуа Новая Гвинея, Филиппины, Сингапур), Австралии (Северная территория, Квинсленд), Северной Америке (США: Флорида, Луизиана, Миссисипи, Техас), Центральной Америке (Мексика, Белиз, Коста Рика, Сальвадор, Гватемала, Гондурас, Никарагуа, Панама), Вест-Индии (Антигуа и Барбуда, Куба, Доминиканская Республика, Гваделупа, Республика Гаити, Ямайка, Мартиника, Монтсеррат, Пуэрто-Рико, Сент-Винсент и Гренадины, Тринидад и Тобаго), Южной Америке (Французская Гвиана, Гайана, Суринам, Венесуэла, Бразилия, Боливия, Колумбия, Эквадор, Перу, Северная Аргентина, Уругвай, Парагвай).
Культивируется в тропической Азии: город Малакка (близ Сингапура), Калимантан.
В 2013 году была случайно интродуцирована в Харьковской области Украины, где вызвала невиданную вспышку численности и сформировала многочисленные заторы на реке Северский Донец в 2013-2015 годах. В настоящее время одиночные экземпляры встречаются по руслу реки Уды ниже города Харькова, а также на Северском Донце от города Чугуева до пгт. Андреевка (Балаклейский район).

## Экология
Пистия является злостным сорняком. За короткий промежуток времени она может полностью покрыть поверхность небольшого водоёма, обрекая его на исчезновение. Покров из пистии значительно увеличивает расход воды из водоёма, так как на её транспирацию расходуется несравненно больше воды, чем на испарение с открытой поверхности водоёма. Она изменяет газообмен в водоёме и способствует его быстрому заболачиванию. Пистия сильно засоряет посевы риса и таро. Она создаёт подходящие условия для жизни москитов и способствует их размножению. Пистия расселяется на большие расстояния также благодаря птицам, которые переносят не только семена, но и вегетативные части растения. В Африке она расселяется течением рек, передвигаясь на большие расстояния вместе с другими растительными остатками. Таким же образом реки Индии и Южной Америки переносят вегетативные части пистии. Способствовал расселению пистии и человек, разводя её в больших количествах как лекарственное растение. В необычайно жаркое лето 1976 года это тропическое растение стало осваивать водоёмы Дании. Растение появилось в Северском Донце и активно его осваивает.

## Практическое использование
Распространённое растение водоёмов тёплых оранжерей, используется для аквариумов.
Культивируется в рыбных прудах в качестве корма для свиней. Растение введено в культуру китайцами-свиноводами. Может использоваться в качестве удобрения.
Варёные молодые листья в Китае употребляются в пищу.
Может использоваться для выведения пятен на тканях и для мытья жирной посуды.
В малайской медицине применяется от гонореи, в Индии — при дизентерии, в Китае — от кожных болезней.